# Adelphohemerobius anomalus
Adelphohemerobius anomalus är en insektsart som först beskrevs av Gonzalez Olazo 1993.  Adelphohemerobius anomalus ingår i släktet Adelphohemerobius och familjen florsländor. Inga underarter finns listade i Catalogue of Life.